# Belize hívójelkörzetei
Belize számára az ITU a V3 hívójelprefixeket határozta meg.

## Belize hívójelkörzetei[1][2][3]
| Prefix | Körzet   | Hely                                         |
| ------ | -------- | -------------------------------------------- |
| V3     | [0,2..9] | Belize                                       |
| V3     | 1        | Belize Korallzátony Természetvédelmi Terület |
| V3     | 1        | Lighthouse Reef                              |

## Lajstromjel
Vízi és légi járművek lajstromjelezéséhez a V3 prefixet használják.